# Ukrainische Notarkammer
Die Ukrainische Notarkammer (ukrainisch Українська нотаріальна палата) ist eine 1993 gegründete Berufskammer in der Ukraine mit Sitz in Kiew, in der die ukrainischen Notare organisiert sind und/oder die ihre Interessen vertritt. Der Notariatstag wird jährlich am 2. September als Berufsfest gefeiert. Seit 2000 gibt die Notarkammer die rechtswissenschaftliche Zeitschrift "Notariat für Sie" (ukr. Нотаріат для Вас) heraus.
Die Aufsichtsbehörde ist das Ukrainische Justizministerium.

## Präsidium
- Präsidentin Natalija Wasylyna[1]